# くま吉
くま吉（くまきち）は、トヨタ自動車のモータースポーツ活動におけるマスコットキャラクター。
トヨタのレーシングスーツを着たトヨタ くま吉とレクサスのレーシングスーツを着たレクサス くま吉、ラリースーツを着たTGRラリー くま吉の３びきいる。

## 概要
くま吉の仕事は「レースの楽しさをみんなに知ってもらうこと！」であり、日本国内のサーキットやトヨタ自動車の関連イベントなど現れ、チームやドライバーを応援している。
トヨタ自動車のマスコットキャラクターにもかかわらず、ホンダや日産自動車など他社のドライバーや関係者と自由に写真を撮ったり、じゃれ合うシーンが度々目撃されており、メーカー問わずドライバーやファン、関係者から愛されている。
2015年1月19日から1月31日の期間、モータースポーツ情報サイト オートスポーツwebなどで行われた『サーキットの人気者No.1決定戦！』では、レクサス くま吉が見事1位を獲得。これは手塚治虫による鈴鹿サーキットの「コチラ」や、テレビCMにも登場するENEOSの「エネゴリ」などの人気キャラクターを抑えてものであり、くま吉の人気の高さを伺うことができる。

## トヨタ くま吉のプロフィール
- 名前：トヨタ くま吉
- 性別：男の子
- 誕生日：10月4日
- 生誕地：日本
- 好きな食べ物：B級グルメ
- 趣味：ラジオ体操、食べ歩き
- 特技：かわいいポーズをとること
- スーパーフォーミュラなどトヨタ自動車の車両が参戦するレースが開催されるサーキットに現れる。

## レクサス くま吉のプロフィール
- 名前：レクサス くま吉
- 性別：男の子
- 誕生日：9月3日[6]
- 生誕地：アメリカ
- 好きな食べ物：バーベキュー、NYチーズケーキ
- 趣味：ヒップホップ
- 特技：ムーンウォーク
- SUPER GTなどレクサスの車両が参戦するレースが開催されるサーキットに現れる。

## TGRラリー くま吉のプロフィール
- 名前：TGRラリー くま吉
- 性別：男の子
- 誕生日：11月9日
- 生誕地：フィンランド
- 好きな食べ物：ベリーパイ、シチュー
- 趣味：サウナ
- 特技：鮭のつかみ取り
- 全日本ラリーやラリーチャレンジなど、ラリーが開催される会場に現れる。

オートスポーツwebで、トヨタ くま吉が、TGRラリーくま吉との関係を聞かれ「いとこ」と回答している。レクサス くま吉との関係は不明。

## 出演番組
- WADAIの王国（TBS）
2014年10月31日放送。レースクイーン界隈の話題としてスポーツランドSUGOでくま吉とレースクイーンとスキンシップの様子を紹介[8]。